# أدريان كاناس
أدريان كاناس (بالإسبانية: Adrián Cañas)‏ هو لاعب كرة قدم إسباني، ولد في 17 يونيو 1992 في مدريد في إسبانيا. لعب مع خيتافي ب وريال بلد الوليد ب ونادي خيتافي.

## وصلات خارجية
- أدريان كاناس على موقع الاتحاد الأوربي (الإنجليزية)
- أدريان كاناس على موقع قاعدة بيانات كرة القدم.إي يو (الإنجليزية)
- أدريان كاناس على موقع Soccerway.com (الإنجليزية)